# Rolf-Ulrich Kaiser
Rolf-Ulrich Kaiser (* 18. Juni 1943 in Buckow (Märkische Schweiz)) ist ein deutscher Journalist, Autor und Plattenproduzent. Durch seine Arbeit bei den Schallplattenlabeln Ohr, Pilz und Kosmische Kuriere hat er die Krautrock-Szene maßgeblich mitgeprägt.

## Leben
Rolf-Ulrich Kaiser studierte Germanistik und Theaterwissenschaft und arbeitete zunächst als Journalist in Köln. Auf dem Burg-Waldeck-Festival kam er 1964 erstmals mit der alternativen Musikszene in Berührung. Ihn faszinierte vor allem der damals starke gesellschaftspolitische Anspruch der Folk-Musiker und er wurde Mitarbeiter der Zeitschrift song. Anschließend war er mehrfach in den USA, um für eine Buchveröffentlichung zu recherchieren. 1967 veröffentlichte er Das Songbuch im Damokles-Verlag, das einen Überblick über die internationale Folk-Szene bietet und Interviews mit Pete Seeger, Joan Baez und anderen enthält. Gleichzeitig beteiligte er sich an der inzwischen entfachten politischen Diskussion um die gesellschaftliche Bedeutung der Waldeck-Festivals.
Rolf-Ulrich Kaiser war Gründungsmitglied im Team der legendären, neue Radio-Formen prägenden Sendereihe Panoptikum, die von 1968 bis 1975 monatlich im NDR und WDR ausgestrahlt wurde; neben Kaiser gehörten zur Panoptikum-Truppe der ersten Stunde Henryk M. Broder, Hans-Jürgen Haug, Hubert Maessen, Rosa Pape (die spätere Managerin von Milva), Joachim Sonderhoff und der Mainzer Musik-Journalist Tom Schroeder.
Kaiser organisierte vom 25. bis zum 29. September 1968 gemeinsam mit Martin Degenhardt und Tom Schroeder die Internationalen Essener Songtage (IEST), die eine Plattform für Bands und Musiker wie Amon Düül, Floh de Cologne, Guru Guru, Tangerine Dream, Franz Josef Degenhardt, The Fugs, Peter Brötzmann, Julie Felix, Julie Driscoll und Brian Auger boten. Das mit 40.000 Besuchern sehr erfolgreiche Festival präsentierte auch Frank Zappa erstmals in Deutschland. Kaiser pries das Festival im Begleitheft als „Musikhappening, das bewusstseinserweiternd und bewusstseinserweitert, psychedelisch, andere Erlebnisweisen erschließt und somit eher emotional das Erworbene und Gewohnte in Frage stellt.“
Im Anschluss an die Songtage publizierte Kaiser zahlreiche weitere Bücher und Hefte zur damaligen Popmusik, u. a. Protestfibel. Formen einer neuen Kultur (1968), Fuck The Fugs, das Buch der Fugs (1969), Zapzapzappa – das Buch der Mothers of Invention (1969) und Das Buch der Neuen Pop-Musik (1969).
Nach dem Erfolg der Songtage standen Kaiser alle Türen offen. Mit Unterstützung von WDR und Lufthansa initiierte Kaiser 1968 den IEST-Wettbewerb für neue Lieder, in dessen Jury neben Kaiser und Degenhardt auch Reinhard Hippen und Henryk M. Broder saßen.
Mit der finanziellen Unterstützung von Peter Meisel, damals Direktor des Hansa Musikverlags, gründete er 1969 das Plattenlabel Ohr, das sich der im Entstehen begriffenen Deutschrockszene widmete. Auf Ohr erschienen ab 1969 Alben von Floh de Cologne, Tangerine Dream, Ash Ra Tempel, Klaus Schulze, Guru Guru, Amon Düül, Embryo, Witthüser & Westrupp, Birth Control, Hoelderlin und anderen. Das Label wurde zu einem der wichtigsten Labels für Krautrock bzw. deutschen Progressive Rock.
Auf Grund des Erfolges, den Ohr binnen kurzer Zeit hatte, bot BASF an, ein „Pilz“ benanntes Sublabel von OHR zu finanzieren. Bei Pilz erschienen ab 1971 weitere Alben von Popol Vuh, Bröselmaschine, Wallenstein und Witthüser & Westrupp.
Trotz der regen Produzententätigkeit veröffentlichte Kaiser auch weiter zahlreiche Bücher, so z. B. Underground? Pop? Nein! Gegenkultur! (1970), Fabrikbewohner. Protokoll einer Kommune und 23 Trips (1970), Die Gegenmedien. Neue Modelle von Kommunikation (1970), Frank Zappa (1971), Rock-Zeit. Stars, Geschäft und Geschichte der neuen Pop-Musik (1972).
Am 3. Dezember 1971 gehörte Kaiser zu der denkwürdigen Diskussionsrunde, die in der WDR-Sendereihe Ende offen mit ansehen musste, wie Nikel Pallat von Ton Steine Scherben versuchte, mit einem mitgebrachten Beil den Studiotisch zu zertrümmern, nachdem er sich zuvor gegen Kaiser und Labelinhaber Meisel als „eine Kapitalistensau, ein Musikdieb höchsten Ranges“ in Rage geredet hatte. Der Tisch erwies sich aber als äußerst robust.
1972 lernten Kaiser und seine Freundin Gerlinde „Gille“ Lettmann Timothy Leary kennen, den sie mehrfach in seinem Schweizer Exil besuchten. Leary propagierte LSD, Kaiser und Lettmann schlossen sich begeistert an. In der Schweiz entstanden Aufnahmen mit Leary, Ash Ra Tempel und einigen ehemaligen Musikern von Agitation Free, die dann später unter dem Namen Seven Up als drittes Album von Ash Ra Tempel veröffentlicht werden sollten. Eigens für dieses Album und spätere Veröffentlichungen, die den Gebrauch von LSD propagieren sollen, gründete Kaiser das Label Kosmische Kuriere. Den Begriff hatte er abermals Leary entlehnt, der sich in seiner Rolle als LSD-Protagonist als ein solcher kosmischer Kurier sah.
Da Kaiser sich zunehmend in seinen LSD-Experimenten verlor, trennten sich Kaisers Mitarbeiter Bruno Wendel und Günter Körber 1972 von Ohr und gründeten Brain Records, wo sie künftig Guru Guru, Klaus Schulze, Cluster, Grobschnitt, Novalis, Harmonia, Jane und die Scorpions unter Vertrag hatten. Kaiser produzierte unterdessen in der Schweiz die esoterisch geprägten Alben Tarot von Walter Wegmüller und Lord Krishna von Goloka von Sergius Golowin. Aus übrig gebliebenen Sessionaufnahmen produziert Kaiser 1973 zurück in Berlin noch fünf weitere Alben für Kosmische Kuriere.
Allmählich ergaben sich jedoch Probleme zwischen Kaiser und den auf Ohr vertretenen Interpreten. Die Gruppe Wallenstein klagte wegen ausgebliebener Tantiemen, Tangerine Dream distanzierten sich von Kaisers religiös anmutendem LSD-Eifer, die Band Hoelderlin wollte sich ebenfalls nicht mehr mit Kaisers Vorstellungen identifizieren. Kaiser geriet nun auch ins Visier der Presse, die insbesondere seine Affinität zu Leary verurteilte.
1975 veröffentlichte Kaiser noch das Album Einsjäger und Siebenjäger von Popol Vuh und publizierte einen Satz Tarotkarten, der von Gille Lettmann entworfen worden war. Anschließend stellte er seine Produzententätigkeit ein und zog sich völlig aus der Öffentlichkeit zurück.
Einige seiner Bücher wurden mehrfach neu aufgelegt, die von ihm produzierten Schallplatten gehören zu den wichtigsten Krautrock-Veröffentlichungen. Auf Ohr sind insgesamt 13 Singles und 32 LPs erschienen. Auf Pilz erschienen 20 und auf Kosmische Musik 17 Alben.
Im Laufe der 1980er Jahre avancierten die von Kaiser initiierten Veröffentlichungen zu gesuchten Raritäten. Das Label ZYX Music entschloss sich deswegen zu Neuveröffentlichungen gefragter Titel. Als die ersten dieser CDs und Vinylscheiben auf den Markt kamen, versuchte Kaiser juristisch Urheberrechte an den Titeln geltend zu machen, was ihm nicht gelang, da er die Rechte bereits veräußert gehabt haben soll. Der Lizenzvertrag mit ZYX lief 2018 aus. Dieter Dierks’ Breeze Music veröffentlicht seit 2021 die Alben wieder unter den Labeln PILZ, OHR, Kosmische Kuriere.

## Bücher von Rolf-Ulrich Kaiser
- Das Song-Buch. Damokles-Verlag,  Ahrensburg / Paris 1967
- (Hrsg.:) Protestfibel. Formen einer neuen Kultur. Mit Beiträgen von Klaus Budzinski u. a. Scherz, Bern / München / Wien: 1968
- Zapzapzappa – das buch der mothers of invention. Kinder der Geburtstagspresse, Köln 1968
- Fuck the Fugs – das buch der fugs. Kinder der Geburtstagspresse, Köln 1969
- B. ist doch ein Scheisser. Das beste aus der deutschen untergrundpresse. Kinder der Geburtstagspresse, Köln 1969
- Underground? Pop? Nein! Gegenkultur! Eine Buchcollage. Kiepenheuer und Witsch, Köln / Berlin 1969
- Das Buch der neuen Pop-Musik. Econ-Verlag, Düsseldorf / Wien 1969 (2. überarb. u. erw. Aufl. 1970, ISBN 3-430-15155-4; niederländische Ausgabe: De nieuwe pop-muziek. Hoorn, West-Friesland 1970; italienische Ausgabe: Guida alla musica pop. Milano: Mondadori 1971, 2. Aufl. 1974, 3. Aufl. 1978; spanische Ausgabe: El mundo de la música Pop. Barcelona: Barral 1972, 2. Aufl. 1974; portugiesische Ausgabe: O mundo da música pop. Porto: Paisagem 1973)
- (zusammen mit Gille Lettmann:) Fabrikbewohner. Protokoll einer Kommune und 23 Trips. Droste, Düsseldorf 1970
- Frank Zappa. Hoorn, West-Friesland 1971.
- Rock-Zeit. Stars, Geschäft und Geschichte der neuen Pop-Musik. Econ-Verlag, Düsseldorf / Wien  1972, ISBN 3-430-15156-2